# Response Element
Als Response Element oder Hormone Responsive Element (HRE, deut. hormonempfindlicher Bereich) bezeichnet man eine kurze Nukleotidsequenz im Bereich eines Promotors auf der DNA, die als Bindungsstelle für nukleäre Hormonrezeptoren dient. Diese Hormonrezeptoren sind Transkriptionsfaktoren, die nach Bindung des entsprechenden Hormons, durch Bindung an die DNA, die Transkription des nachfolgenden Gens beeinflussen.
Alle bisher bekannten HREs zeigen einen sehr ähnlichen Aufbau. Sie bestehen überwiegend aus hexameren Tandem Repeats (Tandem-Wiederholungen), unterbrochen von null bis acht beliebigen Nukleotiden. Die Sequenz, die Polarität und der Abstand bestimmen die Identität des jeweiligen HREs.
Es werden drei verschiedene Polaritätsanordnungen unterschieden:
- Direct Repeats (DR): Die Abfolge der Sequenz der beide Hexamere ist identisch (→ →).

Beispiel: 5'-AGGTCA...AGGTCA-3'
- Inverted Repeats (IR): Die Abfolge der Sequenz eines Hexamers ist die komplementäre, rückwärts gelesene Kopie der Anderen (→ ←).

Beispiel: 5'-AGGTCA...TGACCT-3'
- Everted Repeats (ER): Die Abfolge der Sequenz eines Hexamers ist die gegenläufige, komplementäre, rückwärts gelesene Kopie der Anderen (← →).

Beispiel: 5'-TGACCT...AGGTCA-3'
Mit Sequenzanalyseprogrammen lassen sich HREs im Genom vorhersagen.

## Beispiel
Das Response Element für Glucocorticoid-Hormone wird als Glucocorticoide Responsive Element (GRE) bezeichnet und zeigt die Konsensussequenz:
5'-AGRACAnnnTGTYCT-3'
GREs reagieren auf Mineralokortikoide, Progesteron und Androgene, nicht aber auf Estrogene.